# Rhodomyrtus trineura
Rhodomyrtus trineura là một loài thực vật có hoa trong Họ Đào kim nương. Loài này được (F.Muell.) Benth. miêu tả khoa học đầu tiên năm 1867.